# Anouk van de Wiel
Anouk van de Wiel (født 10. juli 1992 i Venlo, Holland) er en kvindelig håndboldspiller fra Holland, der spiller for Bayer 04 Leverkusen og det hollandske landshold.